# Extranjerismo
Un extranjerismo es una expresión que un idioma toma de otro, sea para llenar un vacío semántico o como alternativa a otras expresiones ya existentes. Puede mantener su grafía y pronunciación original, en cuyo caso en gramática tradicional se le da el nombre de barbarismo, o puede adaptarse a la lengua que lo toma.
En español, los manuales de estilo suelen recomendar que, si el extranjerismo se escribe sin adaptación o se desea escribir el extranjerismo crudo, entonces este se escriba en cursiva o «entrecomillado».

## Clasificación por su origen
A los préstamos del griego y latín sin apenas cambios se le denomina cultismo. Al préstamo tomado del idioma francés, se le denomina galicismo o francesismo; al del inglés, anglicismo; al del náhuatl, nahuatlismo; al del alemán o el germano antiguo, germanismo; al del griego, helenismo; al del latín, latinismo; al del italiano, italianismo; al del árabe, arabismo; al del portugués, portuguesismo, lusitanismo o lusismo; al del catalán, catalanismo, al del gallego, galleguismo, al del guaraní, guaranismo; al del valenciano, valencianismo; al del euskera, vasquismo; y en el caso del préstamo del español a otros idiomas se le denomina hispanismo o castellanismo.

## Clasificación por su forma
1. Préstamo léxico: se incorpora al idioma receptor la morfología y el significado de una palabra perteneciente a otra lengua extranjera. Esta adopción implica una adaptación de la pronunciación original y casi siempre de la representación ortográfica. Por ejemplo, del inglés scanner al castellano ‘escáner’. De football a ‘fútbol’ o 'futbol'. De whisky a 'güisqui'. De jazz a /yas/, conservando la ortografía original. Si se reproduce respetando enteramente tanto su sonido como su escritura, se denomina xenismo[1]o extranjerismo crudo[2]y debe ser escrito en cursiva para advertir al lector de que no debe pronunciarse siguiendo las normas de pronunciación del español (por ejemplo, pizza, ballet o blue).
2. Préstamo semántico: cuando una misma palabra existe en dos idiomas, y en la imitada posee un significado o acepción que en la otra no existe, y se copia esa acepción o significado en la lengua que no lo posee, se está realizando un préstamo semántico, por ejemplo, las palabras ‘ordenador’, ‘computadora’ y ‘computador’ ya existían en español, pero no con el significado de «máquina de cómputos». Estos cambios semánticos proceden del francés ordinateur y del inglés computer.
3. Calco semántico: se incorpora el significado de una palabra extranjera traduciéndola; por ejemplo, el kindergarten alemán se traduce por la expresión «jardín de infancia», o los franceses calcan la «olla podrida» española mediante su expresión pot pourri, que a su vez vuelve al castellano como el préstamo léxico 'popurrí'. Según el purismo lingüístico, algunos calcos son auténticos barbarismos, es decir, calcos viciosos de construcciones o significados no naturalizados en el idioma que habría que evitar.

## Exotismos y xenismos
Los exotismos son palabras que denotan personas, animales, vegetales o instituciones que no existen en la lengua receptora, como coyote, coihue o guillatún. Un xenismo es prácticamente lo mismo: palabras que reflejan una realidad propia de una cultura extranjera, como sushi o tsunami.

## Evolución histórica de la introducción de extranjerismos en español
En el idioma español, la introducción de extranjerismos suele y ha sabido corresponder a distintas modas y épocas; durante los siglos de la invasión musulmana en la Edad Media española, por ejemplo, se incorporaron numerosos arabismos, así como galicismos a través del Camino de Santiago [cita requerida]; durante el Renacimiento, por el contrario, se añadieron no pocos italianismos relacionados con las artes [cita requerida]; durante el Siglo de Oro, por el contrario, fueron los vocablos españoles los que pasaron a distintos idiomas con el nombre de hispanismos, e incluso algunos vocablos que se habían transvasado al español desde las lenguas indígenas americanas [cita requerida]. Luego, con el auge de Francia y de todo lo francés en el siglo XVIII, se introdujeron en el castellano numerosos galicismos relativos sobre todo a la moda y a la gastronomía [cita requerida]. En el siglo XIX, siglo de la ópera, se introdujeron numerosos términos musicales del italiano, y al auge tecnológico de la Revolución industrial en Inglaterra y Alemania correspondieron los tecnicismos germánicos e ingleses [cita requerida]. Durante el siglo XX, por el contrario, la avalancha de anglicismos aumentó a causa de la pujanza de los Estados Unidos, los relativos a la tecnología (la informática, sobre todo), la economía y el entretenimiento (cinematografía y deporte, sobre todo) [cita requerida].
En el ámbito hispánico, sin embargo, hay que decir que la recepción de los extranjerismos por parte de las repúblicas hispanoamericanas y por parte de España ha sido muy diferente por los condicionamientos de vecindad geográfica y cultural; así, por ejemplo, Hispanoamérica es especialmente susceptible a los anglicismos, mientras que España es particularmente proclive a los galicismos y los préstamos de otras lenguas peninsulares, como el catalán, el gallego y el vasco [cita requerida].

## Recomendaciones de estilo en la escritura de extranjerismos en español
Para indicar que una palabra procede de otra lengua y no se ha adaptado su grafía a la propia del español, en textos impresos en letra redonda es muy frecuente —y la Real Academia Española lo recomienda— reproducir los extranjerismos crudos en letra cursiva—o en redonda si el texto ya está en cursiva—, aunque escribirlos entrecomillados también es correcto según la RAE.